# Гуаякиль
Гуаяки́ль или Сантья́го-де-Гуаяки́ль (исп. Guayaquil) — первый по численности населения город Эквадора, расположенный приблизительно в 250 километрах к юго-западу от столицы страны Кито на реке Гуаяс, центр провинции Гуаяс.

## Этимология
Основан в 1531 году под названием Сантьяго-де-Гуаякиль, где Сантьяго — «Святой Яго», — день его памяти связан с основанием города, а Гуаякиль (исп. Guayaquil) — название местности. Этимология ойконима неясна. В. А. Никонов связывает ойконим с этнонимом индейского племени гуанквилла. Е. М. Поспелов считает, что расположение города на реке Гуаяс позволяет думать о первичности гидронима, который может быть связан с тупи гуая- «река». Широко распространена также легенда, согласно которой название города образовано от имён индейского вождя Гуаяса и его жены Киль, которые были убиты испанскими завоевателями. Памятник им установлен на одной из площадей города.

## История
До прибытия испанцев территория сегодняшнего Гуаякиля была важным пунктом на торговом пути между андскими и месоамериканскими цивилизациями. Несколько небольших торговых городов, располагавшихся здесь, вели войны друг с другом за доминирование в торговле и одновременно противостояли экспансии инков.

План города, 1741

После успешного завоевания Перу Писарро принял меры по взятию под контроль территорий к северу от бывшей империи инков. Первоначально эти попытки не были успешными из-за ожесточённого сопротивления туземцев. Как указывает хронист Сьеса де Леон: «И так, набрав испанцев, Себастьян де Белалькасар вышел из Сант-Мигеля, где в то время находились люди, прибывшие на повторное завоевание Кито. Войдя в провинцию, он постарался склонить индейцев к миру с испанцами, чтобы они уяснили себе, что должны считать правителем и своим естественным королём Его Величество. А так как индейцы уже знали о заселении христианами Сант-Мигеля, Портовьехо, и самого Кито, многие из них пошли на мир, проявляя радость по поводу его прихода, и поэтому капитан Себастьян де Белалькасар в месте, какое ему показалось [наилучшим], основал город, где пробыл несколько дней, потому что он договорился возвратиться в Кито, оставив алькальдом и капитаном некоего Диего Даса [Diego Daza]. И когда он покинул провинцию, не много времени прошло, как индейцы начали понимать назойливость испанцев, и их жуткую алчность, и запросы их, когда они просили у них золото и серебро, и красивых женщин». Но индейцы перебили немногочисленных испанцев. «Как только о случившемся узнал губернатор Франсиско Писарро (о чём я только что рассказывал), он направил капитана Саэру [Zaera], чтобы тот построил-таки это селение. Он, вновь вступив в провинцию, намереваясь совершить раздел [имущества, находившегося на] складе [этих] селений и касиков между испанцами, шедших с ним в том завоевательном [походе]; губернатор послал за ним со всею поспешностью, чтобы он шёл со своими сторонниками на помощь городу Королей (Лима), потому что индейцы окружили его [город Лиму] с нескольких сторон. Получив эту новость и приказ губернатора, он вновь принялся снимать с места поселение нового города. Спустя несколько дней по приказу самого аделантадо Франсиско Писарро в провинцию вновь вернулся капитан Франсиско де Орельяна со множеством испанцев и лошадей, и в наилучшем, и в наиболее удобном месте поставил он город Сантьяго-де-Гуаякиль, во имя Его Величества, в 1536 году от нашего спасения, в то время его губернатором и капитан-генералом в Перу был дон Франсиско Писарро».
Благодаря выгодному местоположению и наличию удобного порта город достаточно успешно развивался, в 1600 году его население составляло около 2 000 человек, в 1700 — около 10 000. В 1687 году Гуаякиль был разграблен английскими и французскими пиратами, но быстро восстановился. В 1709 году английские пираты вновь захватили город и потребовали выкуп за него, но эпидемия жёлтой лихорадки заставила их в спешке отплыть, так и не дождавшись уже почти собранного испанцами выкупа.
9 октября 1820 года группа сепаратистски настроенных влиятельных горожан, при поддержке взбунтовавшихся частей гарнизона, разоружила оставшихся верными присяге солдат и арестовала испанскую колониальную администрацию.
26 июля 1822 года в Гуаякиле Боливар как представитель севера испаноязычной Южной Америки, встречался с Хосе де Сан-Мартином как представителем юга, чтобы обсудить с ним возможность совместных действий, а также политическое будущее и взаимоотношения недавно образованных независимых республик. В силу различного видения будущего провозгласивших независимость колоний, генералы не смогли договориться между собой.
В 1829 году город на протяжении семи месяцев находился под контролем перуанских войск.
22-24 сентября 1860 года в окрестностях города произошло решающее сражение гражданской войны в Эквадоре между войсками Габриэля Морено и Гильермо Франко, закончившееся поражением последнего.
В 1896 г. значительная часть города пострадала от пожара, крупнейшего в его истории.

## География и климат
Гуаякиль лежит на реке Гуаяс, в 40 километрах от места её впадения в залив Гуаякиль. Морские суда могут подниматься по реке до городского порта.
Город расположен в зоне тропического саванного климата, сезон дождей с января по апрель, сухой сезон с июня по ноябрь, май и декабрь переходные месяцы. Во время периода Эль-Ниньо очень обильные осадки. Минимальное количество осадков обычно в период влияния течения Гумбольдта.

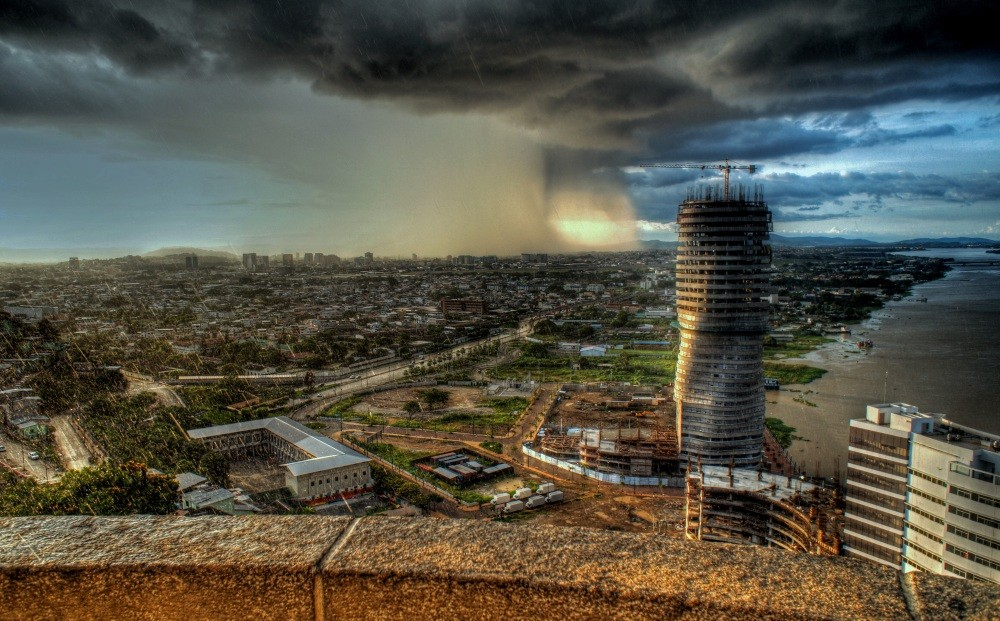
На Гуаякиль надвигается буря (2012 год)

| Показатель                    | Янв. | Фев. | Март | Апр. | Май  | Июнь | Июль | Авг. | Сен. | Окт. | Нояб. | Дек. | Год  |
| ----------------------------- | ---- | ---- | ---- | ---- | ---- | ---- | ---- | ---- | ---- | ---- | ----- | ---- | ---- |
| Абсолютный максимум, °C       | 36,0 | 36,0 | 36,0 | 35,0 | 35,0 | 33,0 | 33,0 | 33,0 | 33,0 | 33,0 | 37,0  | 35,0 | 37,0 |
| Средний суточный максимум, °C | 31,0 | 30,0 | 31,0 | 31,0 | 30,0 | 29,0 | 28,0 | 28,0 | 30,0 | 29,0 | 30,0  | 31,0 | 30,0 |
| Средняя температура, °C       | 27,0 | 27,0 | 27,0 | 27,0 | 27,0 | 25,0 | 25,0 | 25,0 | 25,0 | 25,0 | 26,0  | 27,0 | 26,0 |
| Средний суточный минимум, °C  | 23,0 | 23,0 | 24,0 | 23,0 | 23,0 | 22,0 | 21,0 | 20,0 | 21,0 | 21,0 | 22,0  | 22,0 | 22,0 |
| Абсолютный минимум, °C        | 21,0 | 20,0 | 18,0 | 22,0 | 20,0 | 15,0 | 17,0 | 15,0 | 16,0 | 17,0 | 17,0  | 20,0 | 15,0 |
| Норма осадков, мм             | 220  | 270  | 280  | 180  | 50   | 10   | 0    | 0    | 0    | 0    | 0     | 30   | 1080 |
| Источник: Weatherbase         |      |      |      |      |      |      |      |      |      |      |       |      |      |

## Население и экономика
По данным переписи населения 2010 года в городе проживало 2 291 158 человек, в агломерации — свыше 3 миллионов. Расовый состав населения:
- белые — 33,4 %
- метисы — 49,8 %
- афроамериканцы — 10,9 %
- индейцы — 5,3 %

Гуаякиль является главным коммерческим центром (около 1/3 ВВП) и основным портом (свыше 70 % морского грузооборота) Эквадора. Ведущими отраслями экономики являются торговля, строительство, логистика и рыболовство. В окрестностях города расположено несколько предприятий по нефтепереработке.
В последние годы важное значение приобрёл туризм. Интерес у гостей города вызывают хорошо сохранившийся исторический центр с колониальной архитектурой, набережная Малекон и репутация Гуаякиля как столицы эквадорской кухни.

## Транспорт
Город обслуживается Международным аэропортом имени Хосе Хоакина де Ольмедо (IATA: GYE, ICAO: SEGU), с пассажирооборотом около 3,9 млн человек в год. Регулярные пассажирские рейсы выполняются в Кито, Лиму, Сантьяго, Буэнос-Айрес, Сан-Сальвадор, Боготу, Кали, Майями, Амстердам, Мадрид, Нью-Йорк и Панаму.
Общественный транспорт представлен тремя линиями автобусов-экспрессов «Metrovía», а также многочисленными частными маршрутками.

## Города-побратимы
- Барселона, Испания
- Богота, Колумбия
- Генуя, Италия
- Сантьяго, Чили
- Хьюстон, Техас, США
- Шанхай, Китай